# Hato-Udo
Hato-Udo (Hatu-Udo, Hatu Udo,  Hotahudo, Hotudo, Uato-Udo, ehemals: Novo Luso) ist der Hauptort des osttimoresischen Verwaltungsamts Hato-Udo (Gemeinde Ainaro). Es besteht aus mehreren kleinen Siedlungen die in direkter Nähe zueinander liegen.
1936 wurde Hato-Udo von den Portugiesen in Novo Luso umbenannt. Doch der Name setzte sich nicht durch und einige Jahre nach dem Zweiten Weltkrieg kehrte man zum alten Namen zurück.

## Geographie
Hato-Udo liegt 430 m über dem Meer im Suco Leolima und umschließt den kleinen See Lebomulua. Die Siedlungen um den See sind Aimerleu, Dausur (Ausur), Groto, Lesse, Luro, Nuno-Boco, Rae-Soro (Raesoro, Raisoro), Suro-Craic und etwas abseits im Süden Hutseo (Hutseo 1) und Hutseo 2.
In Suro-Craic befinden sich der Sitz des Sucos (weswegen der Ort manchmal auch Leolima genannt wird) und ein permanenter Hubschrauberlandeplatz. In Groto, wo Straßen aus dem Norden und den Süden auf die südliche Küstenstraße treffen stehen eine Prä-Sekundarschule und zwei Grundschule. Im Nordwesten liegt ein großer Friedhof, ein weiterer in Lesse. Dort befindet sich auch eine Sendeantenne. In Nuno-Boco befindet sich das kommunale Gesundheitszentrum (CHC) Leolima. Weitere Grundschulen gibt es in Aimerleu, Dausur und Hutseo 2. In Rae-Soro steht die evangelische Kirche Visão Cristã und in Suro-Craic die katholische Pfarrkirche Nossa Senhora de Lourdes.

## Geschichte

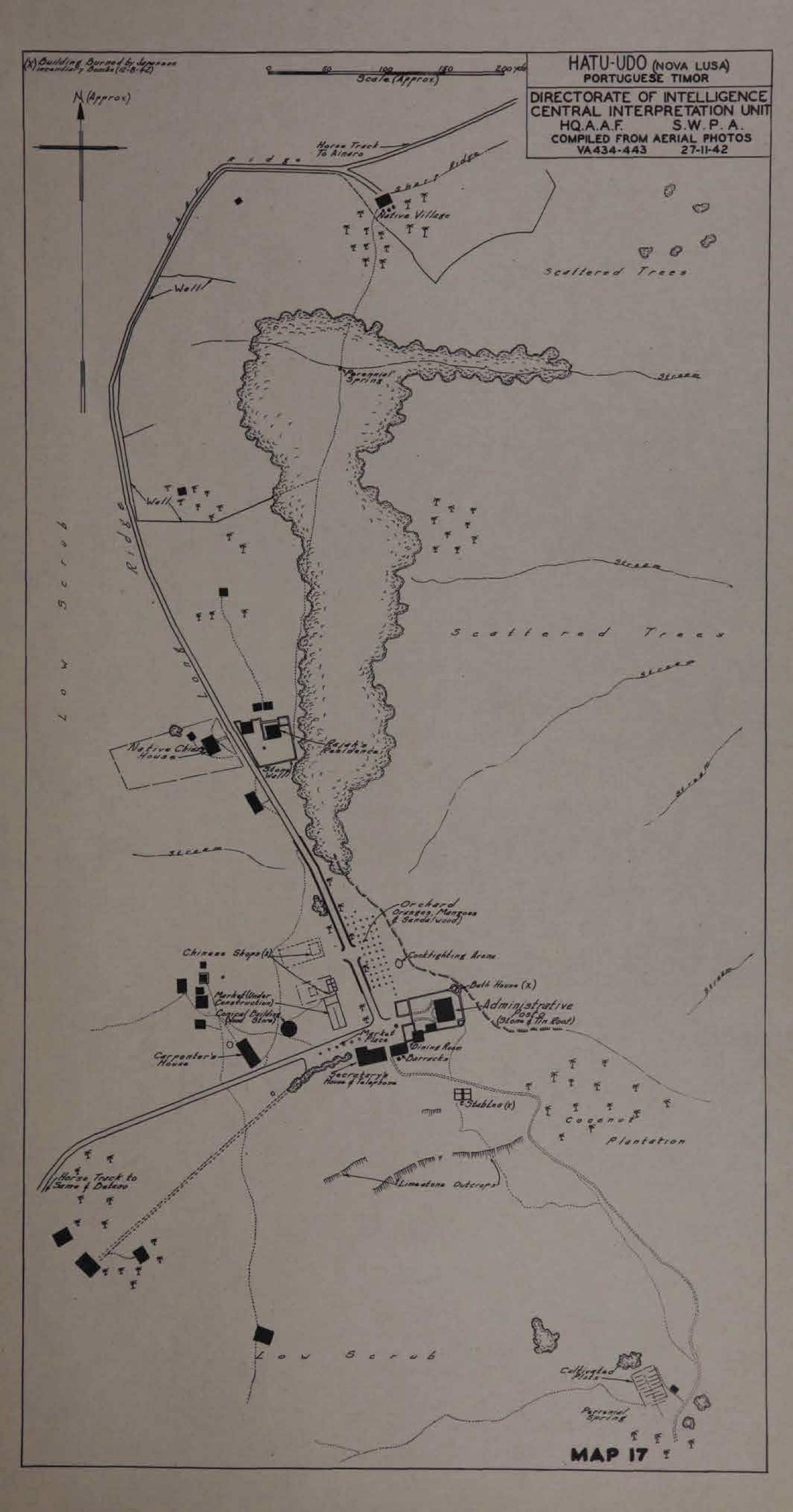
Australische Militärkarte von Hato-Udo (1942)

Nach dem Tod seines letzten Bruders, nahm Aleixo Corte-Real, Liurai von Ainaro, Nai-Chico, Chef von Hato-Udo, als seinen Bruder an.
Während der Schlacht um Timor (seit 1942) wurde Hatu-Udo zunächst von den Australiern als Stützpunkt der 2/2nd Independent Company benutzt. In dieser Zeit bestand der Ort aus mehreren Gebäuden aus Stein mit Dächern aus verzinktem Eisen und Ziegeln, darunter das Haus des Administrators und einige chinesische Geschäfte. Der Militärposten war mit einer Mauer umgeben. Im August 1942 bombardierten die Japaner den Ort. Im November 1942griff die Royal Australian Air Force Hatu-Udo an. Zu diesem Zeitpunkt waren die Unterstützer der Australier bereits aus dem Ort geflohen und nur solche, die den Australiern nicht gewogen waren, sollen sich im Ort befunden haben. Gleich das erste angreifende Flugzeug traf den Ort, weitere bombardierten die Außenbezirke. Die australischen Späher berichteten von etwa 50 toten Japanern und fast hundert toten Timoresen. Einige von ihnen trugen Seile um ihre Hälse. Die Australier vermuteten, dass die Japaner gerade eine öffentliche Hinrichtung vorbereitet hatten, bei der diese Timoresen gehängt hätten werden sollen. Die Japaner zogen sich nach dem Angriff in Richtung Westen zurück und die Region blieb einige Monate eine Pufferzone zwischen den kämpfenden Parteien.
Dom Aleixo kämpfte im Krieg auf Seiten der Alliierten. Er und Nai-Chico wurden am 5. Mai 1943 im Ort Hato-Udo von den Japanern gefangen genommen und umgebracht. Etwa 300 Timoresen sollen durch die Japaner und ihre Helfer getötet worden sein. An Nai-Chico erinnert  ein Mahnmal an der Kreuzung in Hato-Udo.

Hato-Udo 1945
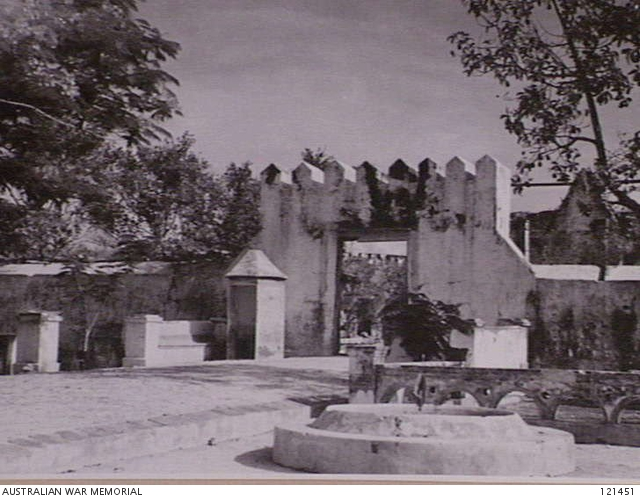
Tor zum Militärposten von Hato-Udo
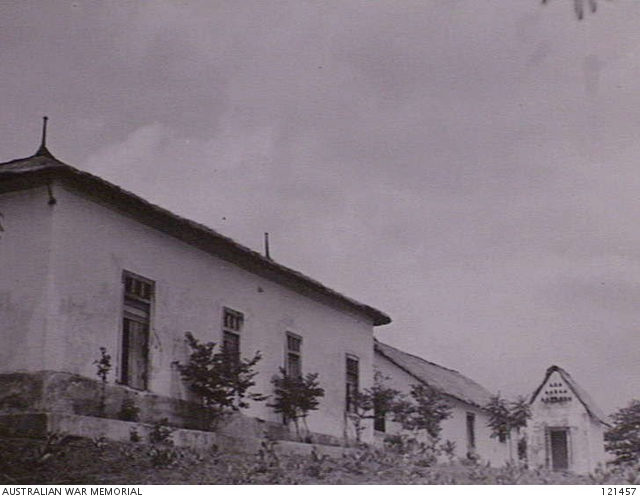
Gebäude in Hato-Udo
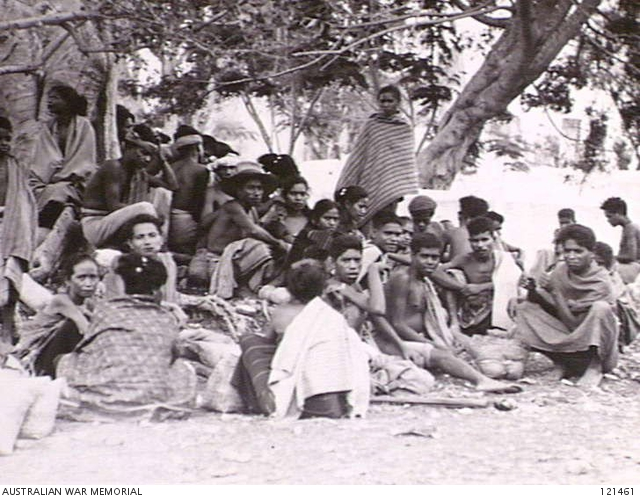
Markt in Hato-Udo (1945)
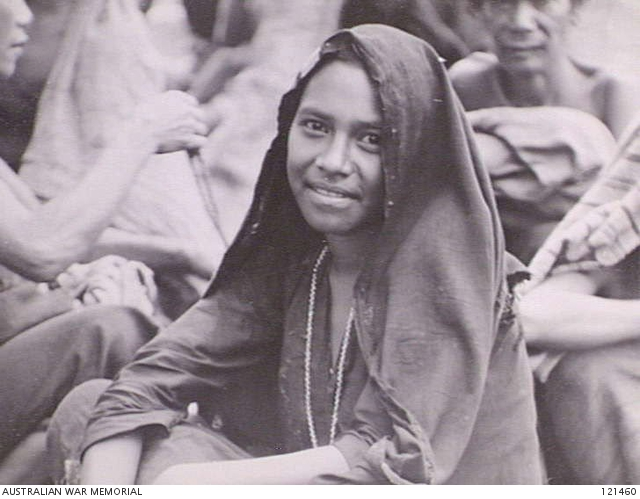
Eine Christin auf dem Markt (1945)

In Leolima operierte 1999 die Kompanie A der pro-indonesischen Miliz Mahidi. Ihr Kommandant war Cesário Tilman.